# جورج دبليو. موراي
جورج دبليو. موراي (بالإنجليزية: George W. Murray)‏ هو سياسي أمريكي، ولد في 22 سبتمبر 1853 في الولايات المتحدة، وتوفي في 21 أبريل 1926 في نفس البلد. حزبياً، نشط في الحزب الجمهوري. وقد انتخب عضو مجلس النواب الأمريكي.